# 三河水野藩
三河水野藩（みかわみずのはん）は、関ヶ原の戦いの後、水野忠胤（水野勝成の弟）に三河国内で1万石が与えられて成立した藩。1609年、水野忠胤は切腹を命じられ、廃藩となった。知行地支配の拠点となる「居所」は明確ではなく、その領国は単に「水野忠胤領」とも表記される。

## 藩史

### 立藩
水野忠胤は水野勝成の弟であり、織田信長の娘・於振を正室に迎えた人物である。関ヶ原の戦いにおいては、兄とともに曽根城の守備や大垣城攻撃にあたって功績を挙げた。戦後、三河国内に1万石を与えられるとともに従五位下市正に叙せられた。これにより大名に列したとみなされる。その後、忠胤は大番頭を務めた。
慶長9年（1604年）に三河国では大規模な検地が行われているが、水野忠胤領でも検地が実施されている。

### 忠胤の切腹と除封
慶長14年（1609年）9月29日、水野忠胤は遠州浜松藩5万石の藩主・松平忠頼（忠胤の従弟）を招いて茶会を開いた。しかしその席で忠胤の与力である久米左平次と服部半八郎の両名が口論から刃傷沙汰となり、松平忠頼が殺害される事件に発展する。
『寛政重修諸家譜』の水野忠胤の記事によれば、久米と服部は「武道の事」を言い争ったという。松平忠頼は仲裁を図ろうとしたが、久米左平次によって殺害された。『徳川実紀』には9月1日条で刃傷事件が記されており、茶会のあとで久米と服部が囲碁の対局をしたが、服部と懇意であった忠頼がしきりに贔屓の助言をしたため、対局後に激怒した久米が刀を抜いて刃傷沙汰になった。忠頼はこのとき久米に刺され、9月29日に死去したとある。
自邸における配下の者による忠頼殺害事件を理由として、水野忠胤は同年10月16日に切腹を命じられ、忠胤の藩も除封された。『徳川実紀』では、忠頼殺害事件に加え、さきに伏見在番中に配下の番士が京都で横暴なふるまいをし、統制が不十分であったことが忠胤に切腹が命じられた理由として挙げられている。

## 歴代藩主
水野家
譜代。1万石。
1. 忠胤（ただたね） 〈従五位下、市正〉